# Johan Olsson
Johan Arne Olsson (Skultuna, 19 maart 1980) is een Zweedse langlaufer. Hij vertegenwoordigde zijn vaderland op de Olympische Winterspelen 2006 in Turijn en de Olympische Winterspelen 2010 in Vancouver. Olsson is sinds 2008 getrouwd met de Zweedse langlaufster Anna Dahlberg.

## Carrière
Olsson maakte zijn wereldbekerdebuut in december 2001 in Cogne, twee jaar later scoorde hij in Davos zijn eerste wereldbekerpunten. In januari 2005 behaalde de Zweed in Nové Město zijn eerste toptienklassering in een wereldbekerwedstrijd. Op de wereldkampioenschappen langlaufen 2005 in Oberstdorf was de negentiende plaats op de 50 kilometer klassiek zijn beste klassering, samen met Mats Larsson, Anders Södergren en Mathias Fredriksson eindigde hij als zevende op de 4x10 kilometer estafette. Tijdens de Olympische Winterspelen van 2006 in Turijn eindigde Olsson als zesde op de 15 kilometer klassieke stijl, daarnaast eindigde hij als drieëntwintigste op de 30 kilometer achtervolging en als vijfentwintigste op de 50 kilometer vrije stijl. Op de 4x10 kilometer estafette sleepte hij samen met Mats Larsson, Anders Södergren en Mathias Fredriksson de bronzen medaille in de wacht.
In Sapporo nam de Zweed deel aan de wereldkampioenschappen langlaufen 2007, op dit toernooi eindigde hij als zevende op de 15 kilometer vrije stijl en als twintigste op de 30 kilometer achtervolging. In december 2008 boekte Olsson in Davos zijn eerste wereldbekerzege. Op de wereldkampioenschappen langlaufen 2009 in Liberec was de achtste plaats op de 15 kilometer klassieke stijl het beste resultaat van de Zweed, samen met Mathias Fredriksson, Daniel Richardsson en Marcus Hellner eindigde hij als zesde op de 4x10 kilometer estafette. Tijdens de Olympische Winterspelen van 2010 in Vancouver legde Olsson beslag op de bronzen medaille op zowel de 30 kilometer achtervolging als de 50 kilometer klassieke stijl, daarnaast eindigde hij als elfde op de 15 kilometer vrije stijl. Op de 4x10 kilometer estafette veroverde hij samen met Daniel Richardsson, Anders Södergren en Marcus Hellner de gouden medaille.
In Oslo nam de Zweed deel aan de wereldkampioenschappen langlaufen 2011, op dit toernooi was zijn beste klassering de zestiende plaats op zowel de 30 kilometer achtervolging als de 50 kilometer vrije stijl. Samen met Daniel Richardsson, Anders Södergren en Marcus Hellner sleepte hij de zilveren medaille in de wacht op de 4x10 kilometer estafette.

## Resultaten

### Olympische Winterspelen
| Jaar | Plaats    | Resultaten                                                                                         |
| ---- | --------- | -------------------------------------------------------------------------------------------------- |
| 2006 | Turijn    | 6e 15 km (klassieke stijl) · 23e 30 km achtervolging · 25e 50 km (vrije stijl) · 4x10 km estafette |
| 2010 | Vancouver | 11e 15 km (vrije stijl) · 30 km achtervolging · 50 km (vrije stijl) · 4x10 km estafette            |
| 2014 | Sotsji    | 4x10 km estafette                                                                                  |

### Wereldkampioenschappen
| Jaar | Plaats     | Resultaten                                                                                          |
| ---- | ---------- | --------------------------------------------------------------------------------------------------- |
| 2005 | Oberstdorf | 46e 15 km (vrije stijl) 21e 30 km achtervolging 19e 50 km (klassieke stijl) 7e 4x10 km estafette    |
| 2007 | Sapporo    | 7e 15 km (vrije stijl) 20e 30 km achtervolging                                                      |
| 2009 | Liberec    | 8e 15 km (klassieke stijl) 16e 30 km achtervolging 6e 4x10 km estafette                             |
| 2011 | Oslo       | 17e 15 km (klassieke stijl) · 16e 30 km achtervolging · 16e 50 km (vrije stijl) · 4x10 km estafette |

### Wereldbeker

#### Eindklasseringen
| Seizoen   | Algm | DI  | SP | TdS |
| --------- | ---- | --- | -- | --- |
| 2003/2004 | 78e  | 52e | -  |     |
| 2004/2005 | 55e  | 33e | -  |     |
| 2005/2006 | 74e  | 50e | -  |     |
| 2006/2007 | 61e  | 36e | -  | -   |
| 2007/2008 | 45e  | 25e | -  | -   |
| 2008/2009 | 14e  | 7e  | -  | -   |
| 2009/2010 | 38e  | 17e | -  | -   |
| 2010/2011 | 45e  | 34e | -  | DNF |

#### Wereldbekerzeges
| Datum            | Plaats   | Onderdeel         |
| ---------------- | -------- | ----------------- |
| 13 december 2008 | Davos    | 15 km vrije stijl |
| 19 november 2011 | Sjusjøen | 15 km vrije stijl |